# 1990 w informatyce
Kalendarium informatyczne 1990 roku
- 19 lutego – na rynku pojawił się program graficzny Adobe Photoshop 1.0, dostępny wyłącznie na komputery Macintosh[1].
- 28 lutego – rozpoczęto proces wycofywania z użycia sieci ARPANET[1].
- 22 maja – Microsoft wydał system operacyjny Windows 3.0[1].
- 10 września – wydano Archie, wyszukiwarkę plików dla usługi FTP[1][2].
- 17 października – uruchomiono serwis internetowy Internet Movie Database[1].
- październik – Intel wprowadził System Management Mode (SMM)[1].
- 21 listopada – na rynku w Wielkiej Brytanii pojawił się Linitekst, pierwszy program translacyjny z wszechstronnym słownictwem. Był on wyposażony w słownik angielsko-francuski liczący 35 tys. słów[3].
- 25 grudnia – Tim Berners-Lee założył pierwszy serwer WWW: info.cern.ch[1].
- Tim Berners-Lee zaproponował wdrożenie systemu hipertekstu (HTML), który zapoczątkował obecny format World Wide Web[1].